# Donkey Punch
Donkey Punch är en brittisk film från 2008. Den hade Sverigepremiär den 8 augusti och spelades in i Sydafrika.

## Handling
Under en semester vid Medelhavet träffar en grupp unga brittiska kvinnor några unga män på en klubb. De väljer att följa med till havs på männens så kallade lyxjakt, där en av kvinnorna dödas av en så kallad Donkey Punch. Händelseförloppet finns inspelat på ett videoband och det uppstår därför en kamp mellan liv och död, där flera dödas.